# 朗島 (丹麥)
54°59′N 12°07′E / 54.983°N 12.117°E
朗島（丹麥語：Langø），是丹麥的島嶼，位於波羅的海，處於西蘭島和默恩島之間，面積1.27平方公里，最高點海拔高度14米，2018年有2名居民，人口密度每平方公里1.6人。